# Host Bus Adapter

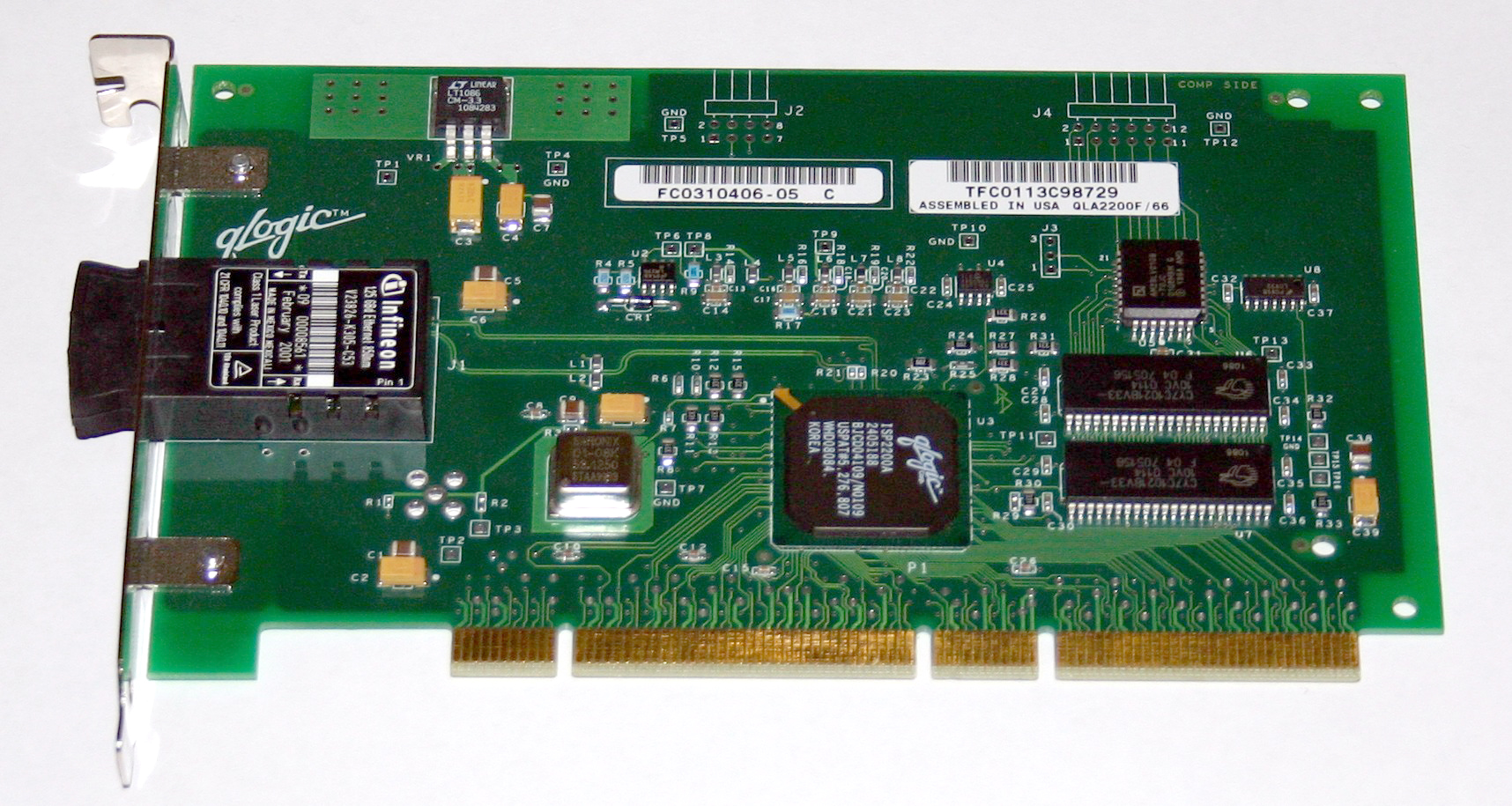
Fibre Channel Host Bus Adapter (scheda PCI-X a 64 bit)

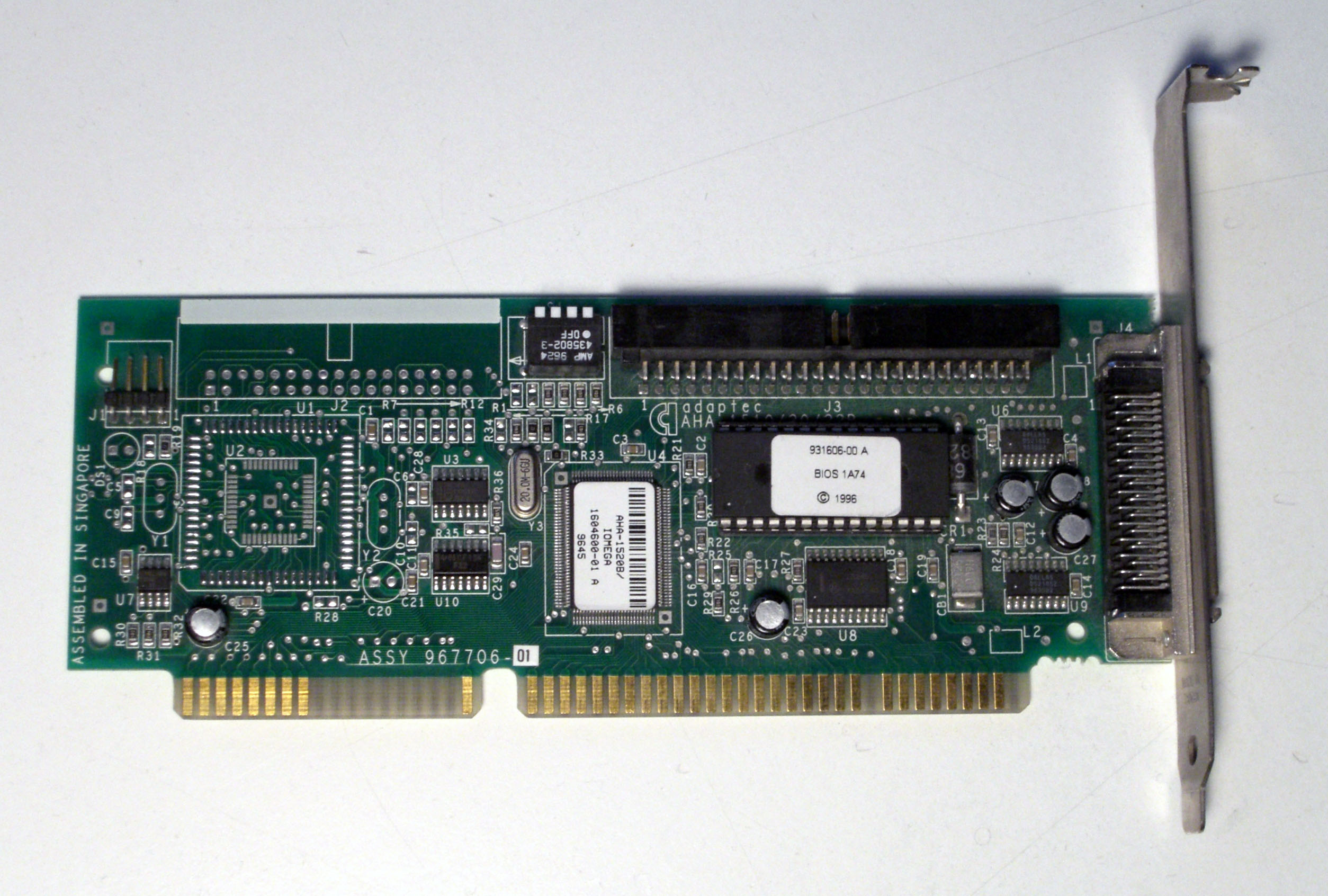
SCSI Host Bus Adapter (scheda ISA a 16 bit)

L'host bus adapter (HBA), detto anche host controller o host adapter, è una scheda d'espansione che consente di connettere un computer e/o dispositivi di memorizzazione dei dati all'interno di una rete (tipicamente una Storage Area Network). Generalmente, con questo termine ci si riferisce ad adattatori per porte SCSI, Fibre Channel ed eSATA, ma il concetto può essere esteso anche a quelli per la connessione tramite IDE, FireWire ed USB. Inoltre, con l'avvento di iSCSI e Fibre Channel over Ethernet, sono stati introdotti host bus adapter anche per connessioni Ethernet.

## SCSI
Un host adapter SCSI connette un bus SCSI ad un computer. L'adattatore riduce la distanza logica e fisica tra il bus SCSI e il bus interno del computer ospite. Gli adattatori moderni contengono tutta l'elettronica e il firmware richiesti per eseguire i comandi SCSI, e spesso includono un BIOS che non solo permette al sistema ospite di effettuare il boot da una periferica SCSI, ma rende più semplice anche la configurazione dell'adattatore. Di solito, è un driver interfacciato al sistema operativo che controlla l'adattatore.
In un tipico sottosistema SCSI parallelo, a ciascun dispositivo viene assegnato un unico ID numerico. Di norma, l'adattatore ha ID SCSI pari a 7, fornendogli in questo modo la massima priorità nel bus SCSI (la priorità diminuisce al calare dell'ID SCSI; su un bus a 16 bit, detto anche "wide bus", l'ID 8 ha priorità minima, in modo da conservare la compatibilità con lo schema di priorità del bus a 8 bit, o "narrow bus").
Solitamente l'adattatore assume il ruolo di iniziatore SCSI, affinché invii i comandi agli altri dispositivi SCSI.
Un computer può contenere più di un host adapter, incrementando quindi il numero di dispositivi SCSI disponibili.
I principali produttori di adattatori SCSI sono HP, ATTO Technology, Promise Technology, Adaptec e LSI Logic.

## Fibre Channel
Molto spesso per host bus adapter si intende implicitamente una scheda d'interfaccia Fibre Channel. Gli adattatori Fibre Channel sono disponibili per i principali sistemi aperti, architetture e bus, tra cui PCI and SBus (ormai obsoleti). Ciascun adattatore ha un unico World Wide Name (WWN), simile ad un indirizzo MAC Ethernet, in quanto usa un OUI assegnato dall'IEEE, ma più lungo (8 byte). Esistono due tipi di WWN: un WWN nodo, condiviso da tutte le porte dell'adattatore, ed un WWN porta, unico per ciascuna porta. Vi sono, inoltre, modelli di adattatori con diverse velocità di trasferimento dati: 1 Gbit/s, 2 Gbit/s, 4 Gbit/s, 8 Gbit/s, 10 Gbit/s e 20 Gbit/s.
I principali produttori di adattatori Fibre Channel sono QLogic e Emulex.

## ATA
Nei moderni personal computer, gli adattatori ATA sono integrati direttamente nella scheda madre. Spesso vengono chiamati impropriamente controllori di disco, ma un vero controllore di disco permette soltanto la comunicazione tra un disco e lo stesso bus.

## SAS e SATA
SAS è la tecnologia seriale SCSI che ha sostituito quella precedente di tipo parallelo, in cui le maggiori prestazioni erano fornite dal livello Ultra320.
SATA è una tecnologia simile dal punto di vista delle opzioni di connessione. Gli adattatori SATA possono essere realizzati ricorrendo ad un singolo connettore per collegare sia dispositivi SAS sia dispositivi SATA.
I principali produttori di adattatori SAS/SATA sono Promise Technologies, Adaptec, HP, QLogic, Areca, LSI e ATTO Technology.